# Роксолани
Роксолани (из алан. ruxs alan — „светли Алан”, лат. Roxolani, од иран. Raochshna — „бело, светло”, такође и „светли, сјајни”) су били сарматско племе које је у почетку било настањено у степама данашње Украјине западно од Дона.
Роксолани су често ратовали против Римског царства, али и за њега. Од 1. века н. е. настањују се на северним обалама Дунава. Роксолани су становали на подручју данашњег Баната, где су на тлу данашњег Зрењанина откривени њихови гробови.
Од 62. н. е. непрестано нападају римску провинцију Мезију. За време Дачких ратова, које је Рим водио против непокорних прастановника данашње Румуније, Роксолани су били дачки савезници. Од 3. века се настањују на територији Римског царства и временом бивају романизовани. Остаци овог племена који су се задржали северно од Дунава нестају у временима готске инвазије.